# Thesaurier-generaal
De thesaurier-generaal (letterlijk: 'algemene schat(kist)bewaarder') staat aan het hoofd van de Generale Thesaurie, die binnen het Nederlandse ministerie van Financiën belast is met het financieel-economisch beleid. De huidige thesaurier-generaal is Jasper Wesseling (sinds 12 augustus 2024).